# The Hoppers
The Hoppers sind eine US-amerikanische Gospel-Band aus North Carolina.

## Biografie
In den 1970er Jahren begannen die Hoppers als Familie mit dem Musizieren. Claude Hopper und seine Frau Connie standen am Anfang, jüngere Mitglieder haben seitdem die Band immer wieder erneuert wie die Söhne Mike und Dean und dessen Frau Kim Greene.
Ihren ersten großen Auftritt hatten die Hoppers 1981 bei der Amtseinführungszeremonie von US-Präsident Ronald Reagan. In den beiden folgenden Jahren wurden sie bei den Southern Gospel Music Awards als beste gemischte Gesangsgruppe ausgezeichnet.
In den 1990er Jahren hatte die Band zahlreiche Gospelhits von Here I Am bis Shoutin' Time und bis in die 2000er hinein gewannen sie zahlreiche weitere Gospel Awards. Auch auf der von Gospel-Ikone Bill Gaither organisierten Gaither Homecoming Tour waren sie häufig vertreten.
Trotz zahlreicher Albumveröffentlichungen waren die Hoppers bislang erst einmal in den Billboard 200 vertreten: 2010 mit einem Best-of-Album der Gaither-Homecoming-Auftritte.

## Diskografie
Alben
- The Best of the Hoppers: from the Gaither Homecoming Series (2010)

Lieder
- Here I Am (1990)
- Milk and Honey
- Mention My Name
- Anchor to the Power of the Cross
- Heavenly Sunrise
- That's Him
- Yes I Am
- Shoutin' Time